# Signal de Bougy
Pour les articles homonymes, voir Bougy (homonymie).
Le signal de Bougy est le point culminant des hauteurs de Bougy-Villars dans le canton de Vaud (Suisse), réputé pour le panorama qu'il offre sur le Léman et les Alpes. Depuis 1971 il accueille un parc de loisirs, le parc Pré-Vert, situé sur la commune de Bougy-Villars.

## Géographie
Il culmine à 707 mètres d'altitude sur les hauteurs des vignobles d'Aubonne, Féchy, Bougy-Villars et Mont-sur-Rolle, face aux Alpes.

## Histoire

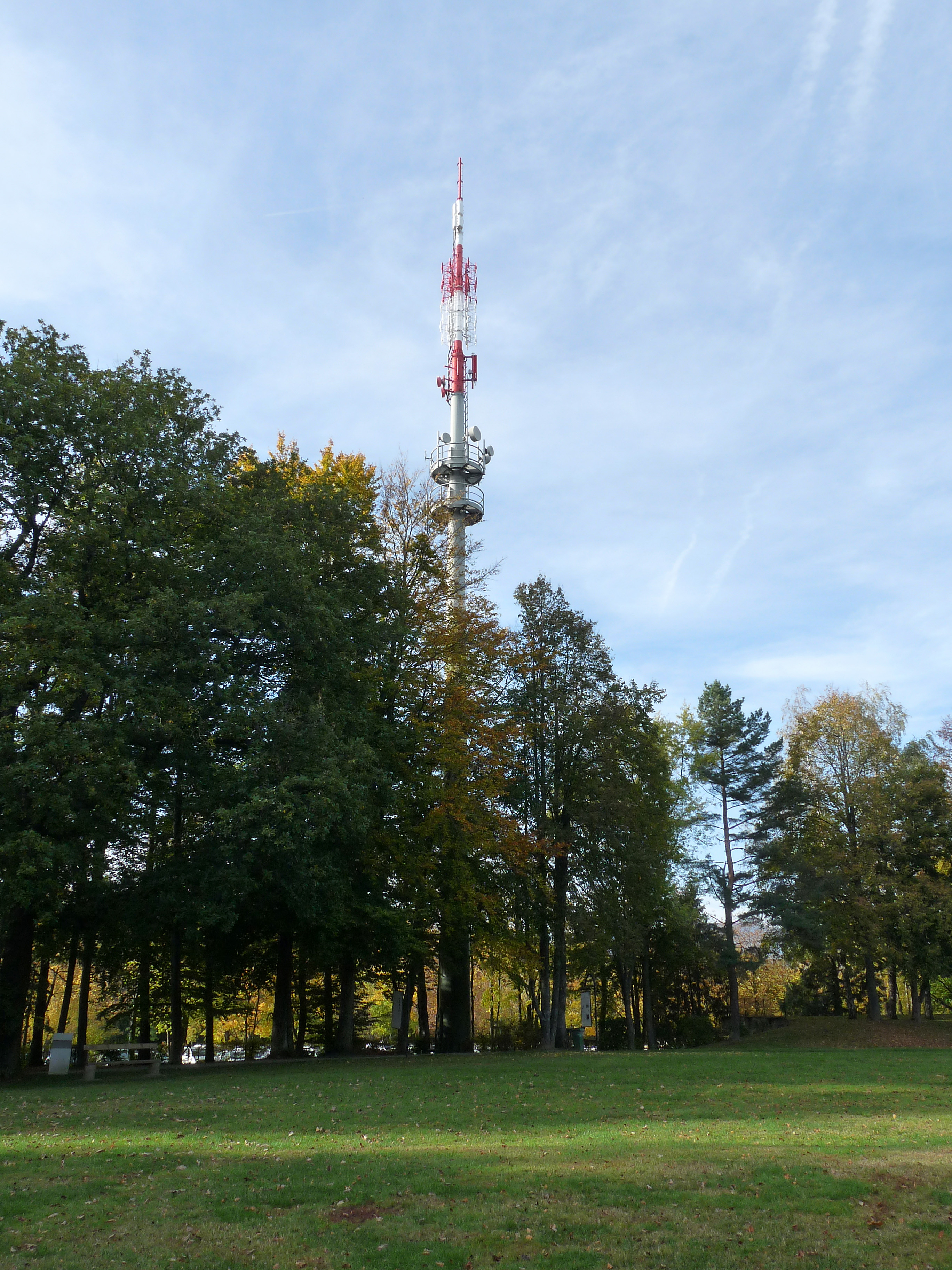
Émetteur du signal de Bougy.

Au XVIIe siècle, le voyageur Jean-Baptiste Tavernier compare le panorama depuis le signal de Bougy à celui du Bosphore à Constantinople.
En 1902, l'hôtel du Signal ouvre sur le site. Au début du XXe siècle, Adrien de Baroncelli, dans son guide Jura & Suisse, l'Oberland bernois, décrit le signal de Bougy. Il le situe à 6 km au nord de Rolle, sur une colline plantée de vignes au-dessus du village de Bougy. On y accédait alors en 31 minutes en tramway électrique depuis le port de Rolle.
Au début des années 1960, dans le cadre des négociations qui mèneront à la fin de la guerre d'Algérie et à l'indépendance du pays, la France et l’Algérie font appel à la médiation de la Suisse. Pendant que des négociations officielles se poursuivent à Évian, les membres de la délégation algérienne sont d'abord logés à Genève, puis au signal de Bougy, où les autorités suisses assurent leur sécurité et leur garantissent une « discrétion sans failles ». Le 18 mars 1962, à l’issue de la signature des accords d'Évian, la déclaration exclusive de Krim Belkacem au correspondant de l’APS est recueillie à 18 h au signal de Bougy.
En 1970, le site du signal de Bougy est convoité par un groupe suédois pour y créer une clinique privée. Un mouvement d'opinion se fait voix pour sauver l'endroit. Pierre Arnold, président de Migros, propose de l'acheter avec les fonds du Pour-cent culturel Migros, et de construire un parc tel qu'il en existe un à Zurich-Rüschlikon. Finalement, la « Fondation Pré Vert », une fondation indépendante de Migros, est créée pour la construction et la gestion du parc. L'hôtel du Signal est démoli pour faire place au parc, qui ouvre en 1971.
En 1976, à l'occasion des cinq ans du parc, trois sculptures d'Édouard-Marcel Sandoz sont installées sur le site. Un golf est créé en 1998. Un parc d'aventures ouvre en 2006.

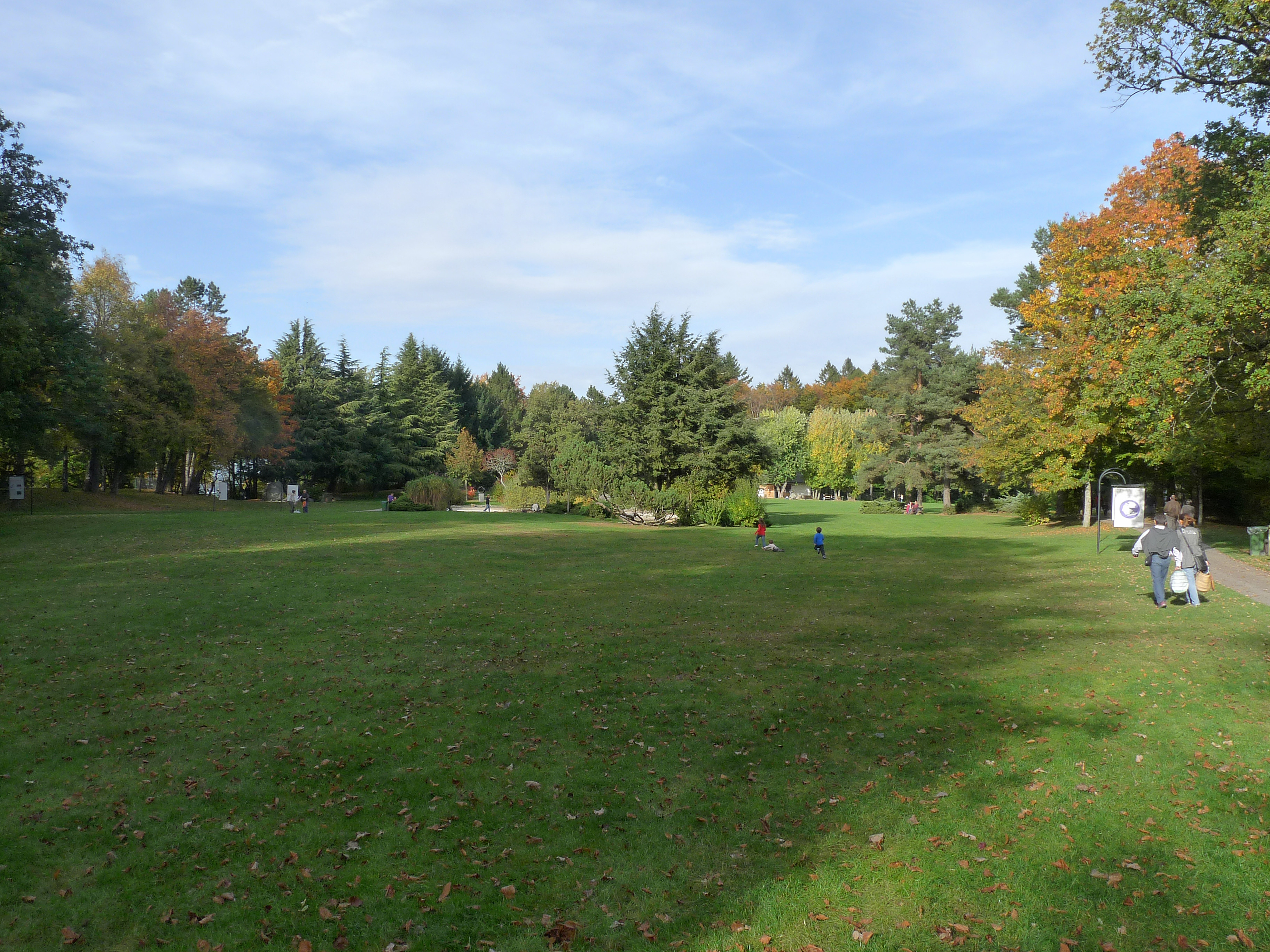
Vue sur le parc
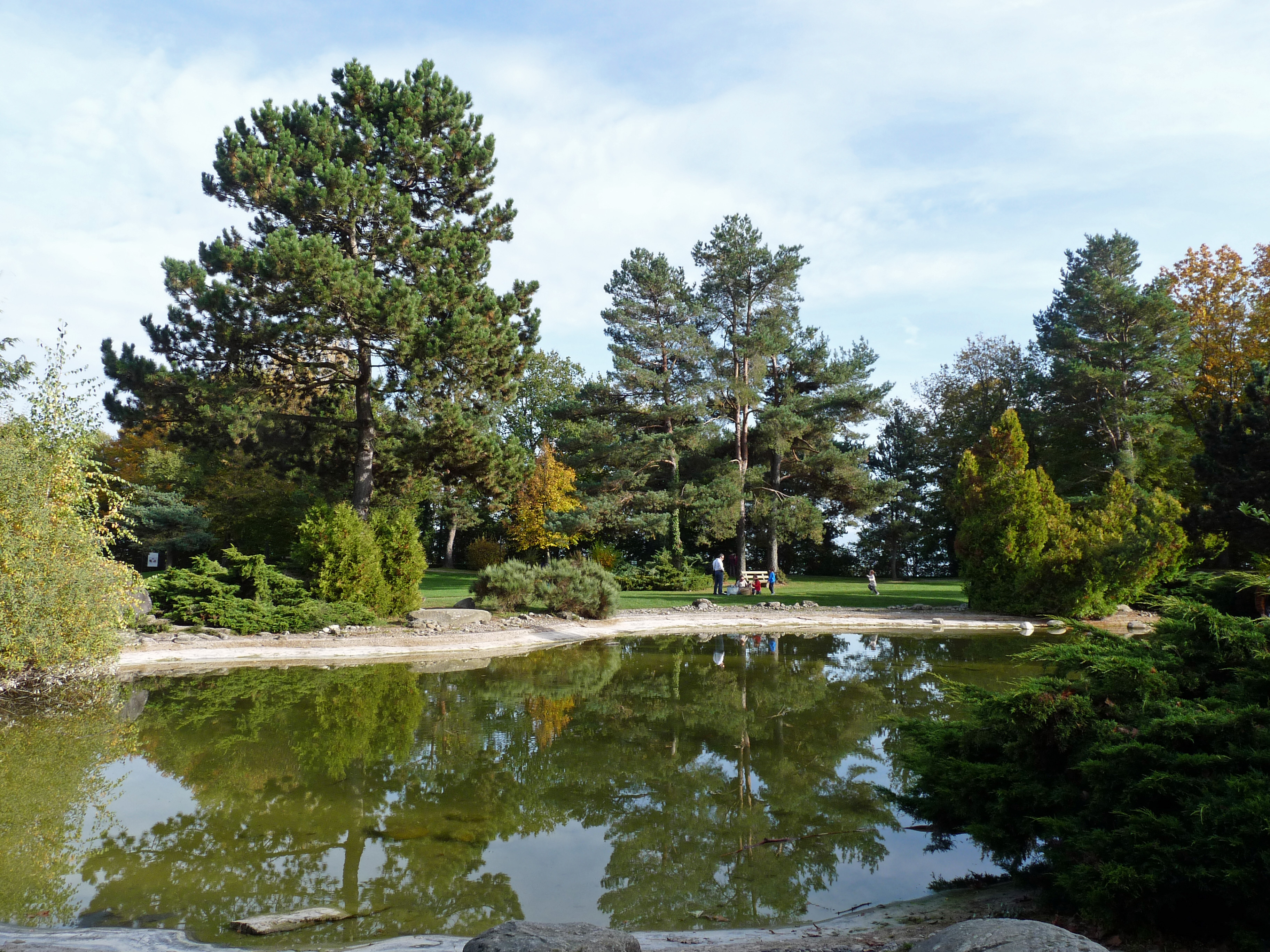
Plan d'eau
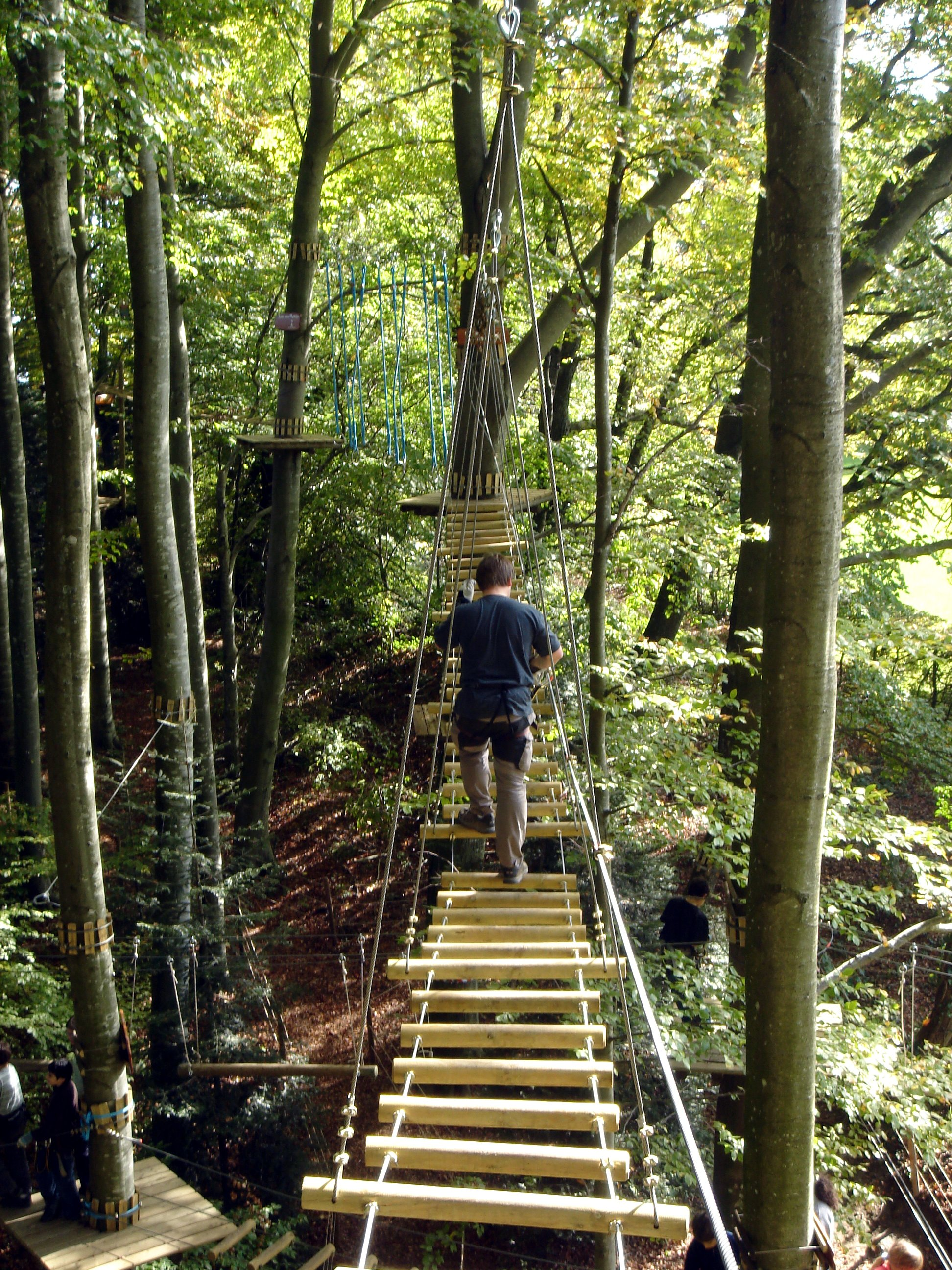
Parcours aventure en forêt
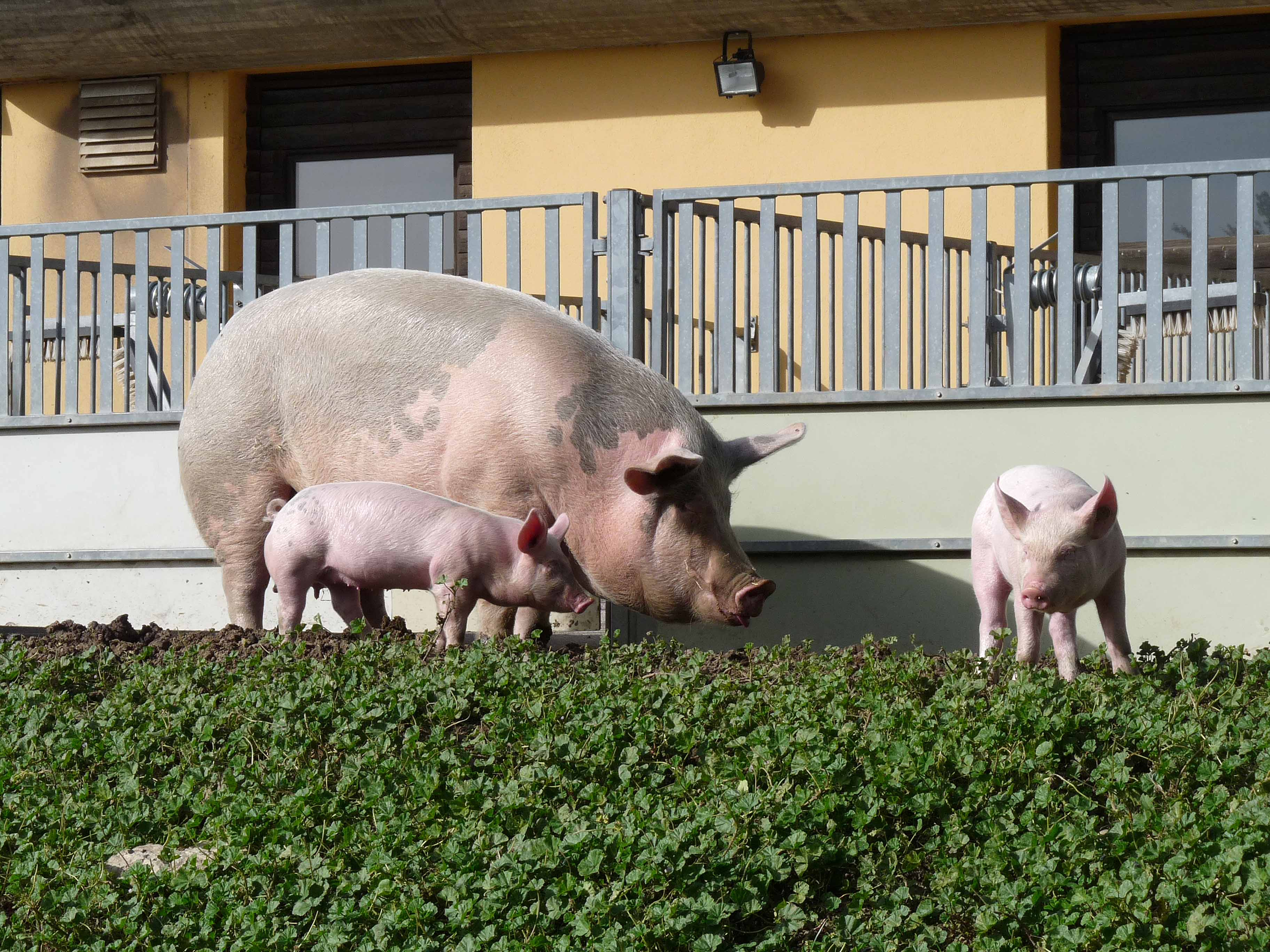
Cochons de la ferme

## Accès
- Autoroute A1, sortie 13 (Rolle) ou 14 (Allaman)
- Liaisons par bus avec Gimel, Mont-sur-Rolle, Essertines-sur-Rolle, Saint-Oyens et Rolle